# Bolewice (gromada w powiecie nowotomyskim)
Bolewice – dawna gromada, czyli najmniejsza jednostka podziału terytorialnego Polskiej Rzeczypospolitej Ludowej w latach 1954–1972.
Gromady, z gromadzkimi radami narodowymi (GRN) jako organami władzy najniższego stopnia na wsi, funkcjonowały od reformy reorganizującej administrację wiejską przeprowadzonej jesienią 1954 do momentu ich zniesienia z dniem 1 stycznia 1973, tym samym wypierając organizację gminną w latach 1954–1972.
Gromadę Bolewice z siedzibą GRN w Bolewicach utworzono – jako jedną z 8759 gromad na obszarze Polski – w powiecie nowotomyskim w woj. poznańskim, na mocy uchwały nr 30/54 WRN w Poznaniu z dnia 5 października 1954. W skład jednostki wszedł obszar dotychczasowej gromady Bolewice ze zniesionej gminy Nowy Tomyśl oraz miejscowość Bolewicko z dotychczasowej gromady Sępolno ze zniesionej gminy Miedzichowo w tymże powiecie. Dla gromady ustalono 15 członków gromadzkiej rady narodowej.
1 stycznia 1960 do gromady Bolewice włączono miejscowości Grudna i Krzywylas ze zniesionej gromady Grudna w tymże powiecie.
31 grudnia 1971 gromadę zniesiono, a jej obszar włączono do gromad: Lwówek (miejscowość Krzywylas), Miedzichowo (miejscowości Bolewicko i Grudna) i Nowy Tomyśl (miejscowość Bolewice) w tymże powiecie.